# Krasne (gmina Supraśl)
Krasne – osada leśna w Polsce położona w województwie podlaskim, w powiecie białostockim, w gminie Supraśl.
W latach 1975–1998 miejscowość administracyjnie należała do województwa białostockiego.
Wierni kościoła rzymskokatolickiego należą do parafii Najświętszej Maryi Panny Królowej Polski w Supraślu lub do parafii Wniebowstąpienia Pańskiego w Karakulach.

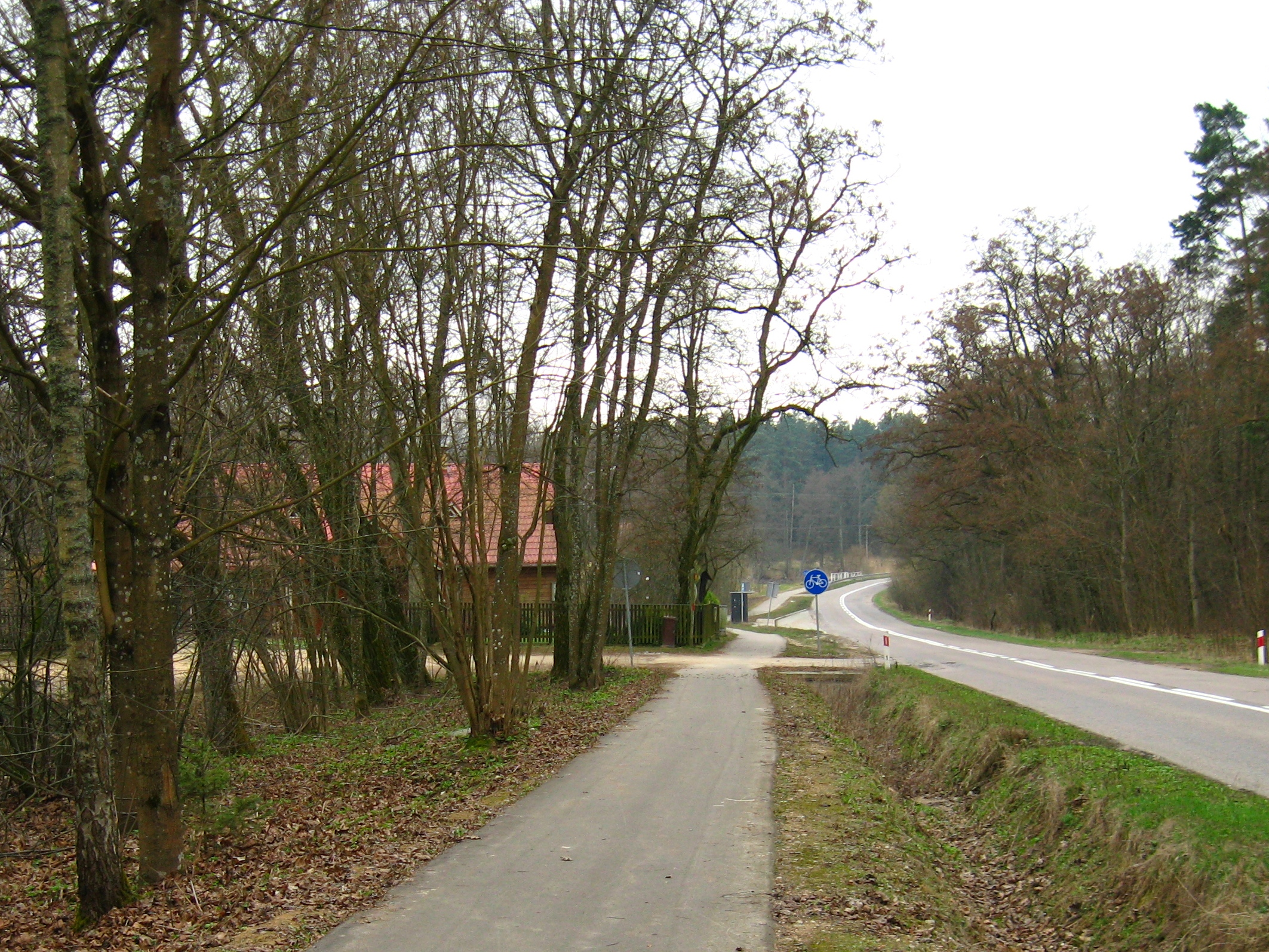
Droga rowerowa w Krasnym przy Drodze wojewódzkiej nr 676